# Tour Incity
Die Tour Incity (oder umgangssprachlich la gomme, deutsch: „Das Gummi“) ist ein Wolkenkratzer im Quartier de la Part-Dieu des 3. Arrondissements der südostfranzösischen Stadt Lyon. 
Der Tour Incity ist 200 Meter hoch (170 Meter bis zum Dach). Der Turm ist 2016 der höchste Wolkenkratzer in Lyon vor dem Tour Part-Dieu und dem Tour Oxygène und der dritthöchste Wolkenkratzer in Frankreich hinter dem Tour First (La Défense) und dem Tour Montparnasse (Paris). Er wurde nach dem ökologischen Standard HQE (Haute Qualité Environnementale) gebaut. 